# Karel Burket
Karel Burket (Újpest, 1 de dezembro de 1909 - 26 de março de 1991) foi um futebolista checo que atuava como goleiro.

## Carreira
Karel Burket fez parte do elenco da Seleção Checoslovaca de Futebol, na Copa de 1938. Tambem atuou pela Bulgária